# アメリカ物語
『アメリカ物語』（アメリカものがたり、原題：An American Tail）は、1986年制作のアメリカ合衆国のアニメーション映画。
スティーヴン・スピルバーグが初めてアニメ映画の製作総指揮を手掛けた作品。当時、アメリカの長編アニメ映画史上最大のヒットを記録した。
バリー・マンとシンシア・ワイルが作詞、ジェームズ・ホーナーが作曲し、リンダ・ロンシュタットとジェームス・イングラムが歌った主題歌“Somewhere Out There”は1988年グラミー賞最優秀楽曲賞を受賞したほか、第59回アカデミー歌曲賞にノミネートされるなど高い評価を受けた。

## あらすじ
1885年のロシア。ネズミのマウスクビッツ一家はネコの大群に襲われ、家を焼かれてしまう。アメリカにはネコがいないという迷信を鵜呑みにした一家はアメリカへの移住を決意する。
しかし、ドイツ経由でアメリカへ船で向かう途中、息子のファイベルが波にさらわれてしまう。空瓶の中に飛び込んで難を逃れたファイベルはニューヨークに流れ着いたが、ウォーレンというネズミに騙されて、モーという大ネズミが経営するネズミを奴隷のように働かせる工場に売られてしまう。
一方、ファイベルの両親と姉はスラム街で暮らしていたが、仲間たちのネコとの戦いに成り行きで参加することになる。
その頃、工場を抜け出したファイベルはネコのグループのアジトを発見、ウォーレンの正体が猫であることを知る。

## キャラクター
ファイベル・マウスクビッツ
フィリップ・グラッサー（日本語吹替：浪川大輔)
ロシアのネズミ一家・マウスクビッツ家の長男。
アメリカへ船で向かう途中、甲板に落ちた帽子を取ろうとして波にさらわれる。空瓶の中に飛び込んで難を逃れ、ニューヨークに流れ着くが、ウォーレンに騙されてモーの工場に売られてしまう。
ファーストネームはスピルバーグの祖父の名前から。
パパ・マウスクビッツ
ネヘマイア・パーソフ（日本語吹替：高木均）
ファイベルの父。
ママ・マウスクビッツ
エリカ・ヨーン（日本語吹替：麻生美代子）
ファイベルの母。
ターニャ・マウスクビッツ
エイミー・グリーン（日本語吹替：市丸和代）
ファイベルの姉。
ウォーレン・T・ラット
ジョン・フィネガン（日本語吹替：青野武）
悪徳商人のネズミ。ファイベルを騙して、モーの工場に売り飛ばす。
実は、大きな付け鼻を付けてネズミに化けていたネコだった。
アンリ
クリストファー・プラマー（日本語吹替：川久保潔）
ハト。フランスから移住。
自由の女神像の建設に従事している。流れ着いたファイベルを助ける。
トニー・トッポーニ
パット・ムシック（日本語吹替：田中真弓）
モーの工場で働かされているネズミ。イタリアから移住。
ファイベルと気が合い、彼を励ます。
タイガー
ドム・デルイーズ（日本語吹替：内海賢二）
大柄のネコ。菜食主義者。
ブリジット
キャシーアン・ブロア（日本語吹替：玉川砂記子）
トニーの恋人のネズミで、社会運動家。アイルランドから移住。
オネスト・ジョン
ニール・ロス（日本語吹替：富田耕生）
政治家のネズミ。アイルランド系。
ガッシー・マウスハイマー
マデリーン・カーン（日本語吹替：京田尚子）
町一番の金持ちで有力者でもあるネズミ。ドイツから移住。
ディジット
ウィル・ライアン（日本語吹替：三ツ矢雄二）
イギリスから移住してきたゴキブリ。ウォーレンの手下。
モー
ハル・スミス（日本語吹替：飯塚昭三）
大ネズミ。ネズミを奴隷のように働かせる工場の経営者。
その他の声の出演：島香裕 / 玄田哲章 / 納谷六朗

## 地方銀行のイメージキャラクター
ファイベルをイメージキャラクターとして採用していた地方銀行が複数存在する。
- 肥後銀行[4] - 通帳の絵柄としても使用していた。
- 広島総合銀行[5] - 現：もみじ銀行。
- 和歌山銀行[6] - 現在は紀陽銀行と合併。
- 北越銀行[7] - 通帳の絵柄としても使用していた。現：第四北越銀行。

## 論争
アート・スピーゲルマンは、アメリカ物語を（ナチス関連のメタファーなどから）自身の作品である『マウス』の模倣だと批判した。